# 서귀포 존자암지 세존사리탑
서귀포 존자암지 세존사리탑(西歸浦 尊者庵址 世尊舍利塔)은 대한민국 제주특별자치도 서귀포시 하원동, 존자암지에 있는 고려시대의 사리탑이다. 2000년 11월 1일 제주특별자치도의 유형문화재 제17호로 지정되었다.

## 개요
존자암지세존사리탑은 존자암지의 경내에 있다. 존자암의 창건 연대를 살펴보면 “존자암은 高·梁·夫 三姓이 처음 일어났을 때 비로소 세워졌다”고 충암 김 정은 존자암중수기(--夫尊者之爲庵 肇造於三姓初起之時 而久傳於三邑鼎峙之後--)에서 밝히고 있다. 세존사리탑에 관한 자료는 1650년(효종2년)에 안핵어사로 왔던 李慶億의 詩에 “ 千年孤塔在 천년을 지나온 탑 외로이 서 있는데”라고 사리탑을 敬畏하였다.
이 세존사리탑은 제주현무암으로 만들어졌다. 먼저 지대를 단단히 다진 후 8각형 기단을 구축하여 그 위에 괴임돌을 놓고 탑신을 얹어 옥개석을 동일석으로 만들었다. 탑신석은 석종형(石鐘形)에 속하나 장구형(長球形)으로 상·하를 평평하게 다듬었으며 중앙부로부터 상·하단에 이르면서 유여한 곡선미를 보이고 있다. 옥개석 형태는 하면은 평평하나 낙수면이 제주 초가지붕 형태로 부드러운 곡선을 보이고 있으며 그 위에 조성된 보주 또한 세련된 조각미를 연출하고 있을 뿐 아니라 지금까지 국내에서는 옥개석과 보주를 같은 돌로 다듬은 예가 없을 만큼 그 가치가 매우 높게 평가되고 있다.
팔각으로 이뤄진 하대석은 우리나라 전통적인 팔각원당형(八角圓堂形) 사리탑의 기본양식을 계승하고 있으며 괴임돌에 사리공을 마련하고 장구형 탑신석 위에 옥개석을 덮어 정상에 보주를 장엄한 양식 등 각부의 다듬은 모양과 건조수법으로 보아 건조연대는 고려말 조선초로 추정된다. 2003년 봄에 정비되었다.

## 참고 자료
- 존자암지세존사리탑 - 국가유산청 국가유산포털